# Aniela Urbanowicz
Aniela Urbanowicz z d. Reicher (ur. 31 maja 1899 w Sosnowcu, zm.  3 grudnia 1988 w Warszawie) – działaczka społeczno-polityczna.

## Życiorys
Urodziła się 31 maja 1899 w Sosnowcu, w rodzinie przemysłowców żydowskich, jako córka Stanisława Reichera i Marii z Perlmutterów. Jej bratem był Michał Reicher. Po I wojnie światowej zamieszkała w Warszawie i rozpoczęła studia przyrodnicze na Uniwersytecie Warszawskim. Naukę przerwała po wyjściu za mąż. Jej mężem został Stefan Urbanowicz, adwokat, sympatyk ruchu ludowego, późniejszy obrońca Władysława Kiernika w procesie brzeskim. Miała dwie córki Halinę i Ewę.
W 1934 Aniela wraz z rodziną przeprowadziła się z Ożarowa do Warszawy, do willi na ul. Klonowej. Jej dom rodzinny – Dworek Reicherów oraz dom w Juracie stały się wówczas jedynie domami letniskowymi. W czasie II wojny światowej mieszkała w Warszawie, jej mąż i córka Ewa zginęli w obozach koncentracyjnych. W czasie powstania warszawskiego prowadziła kuchnię polową dla harcerzy.
Po wojnie ponownie zamieszkała w domu rodzinnym w Ożarowie – willa na ul. Klonowej została skonfiskowana przez ówczesne władze. Nie trwało to jednak długo, gdyż dzięki protekcji Józefa Cyrankiewicza (ukrywała go w czasie okupacji) otrzymała przydział na dwupokojowe mieszkanie z kuchnią na Nowym Świecie w Warszawie. Od lipca 1945 do początku 1949 kierowała Domem Matki i Dziecka w Słupsku, gdzie współpracowała z ks. Janem Zieją.
Władysław Bartoszewski wspomina:

(...)ks. Zieja założył na terenie ówczesnej strefy sowieckiej w Niemczech (dziś po stronie polskiej) dom dla samotnych matek, przyjmując do niego zarówno Polki, jak i Niemki, często ofiary gwałtów, młode, osamotnione i bezradne. Pomagała mu p. Aniela Urbanowicz, która straciła męża w obozie koncentracyjnym, nieletnią córkę w Oświęcimiu, a sama, ze starszą córką, działała w konspiracji w czasie wojny. Miała więc szczególne „prawo” do balastu nienawiści, ale pomagała nieszczęśliwym Niemkom.

Była aktywną działaczką warszawskiego Klubu Inteligencji Katolickiej, członkiem zarządu w latach 1960–1961, 1963–1964 i 1965–1966, zaangażowaną przede wszystkim w problematykę ekumeniczną i popularyzację prac Soboru Watykańskiego II, m.in. w 1959 doprowadziła do spotkania członków KIK z przedstawicielami innych wyznań chrześcijańskich, w 1961 zorganizowała Sesję Soborowo-Ekumeniczną, przez wiele lat kierowała Sekcją Ekumeniczną (z Janem Turnauem). W jej mieszkaniu na Nowym Świecie w Warszawie oraz w domu w Ożarowie odbywało się wiele poufnych narad przedstawicieli ruchu Znak. W 1967 była audytorem podczas III Światowego Kongresu Apostolstwa Świeckich w Rzymie.
Współpracowała z miesięcznikiem „Więź”.
W 1960 w czasie pobytu we Francji odwiedziła Wspólnotę Taizé i poświęciła jej następnie pierwszy w polskiej prasie artykuł „Taizé, klasztor protestancki” (opublikowany w Tygodniku Powszechnym z 19 lutego 1961. W kolejnych korespondowała z przeorem Wspólnoty, bratem Rogerem, tłumaczyła także jego teksty. W 1986 została pierwszą laureatką ustanowionej przez Wspólnotę Nagrody Pojednania im. Mahatmy Gandhiego.
Była ostatnią z rodu Reicherów właścicielką dworku w Ożarowie Mazowieckim. W Sosnowcu jest ulica jej imienia.